# Vitorino Hilton
Vitorino Hilton da Silva, conegut com a Hilton (nascut el 13 de setembre del 1977 a Brasilia) és un futbolista brasiler que actualment juga al Montpellier Hérault Sport Club, com a defensa central.

## Palmarès
- Lliga francesa de futbol:

-campió 2010 (Olympique de Marsella).
-campió 2012 (Montpellier).

## Estadístiques
- Primer partit en la Ligue 1: 7 de febrer del 2004, Bastia-FC Toulouse (1–0).
- Primer gol en la Ligue 1: 21 d'agost del 2004, FC Istres-Lens (0–2).